# Premio Flaiano
Il premio Flaiano è un riconoscimento assegnato annualmente dal 1973 a personalità e soggettisti che si sono distinti in ambito letterario, cinematografico, teatrale, televisivo e radiofonico. Il premio, intitolato ad Ennio Flaiano, fu istituito per volontà di Edoardo Tiboni ed è strutturato in una serie di concorsi, manifestazioni e rassegne che culminano nelle giornate estive o autunnali della consegna dei premi.
Il riconoscimento viene assegnato durante una cerimonia di premiazione che si svolge a Pescara, presso il Teatro monumento Gabriele D'Annunzio o a Piazza della Rinascita. Il premio Flaiano è generalmente identificato come uno dei riconoscimenti più prestigiosi d'Italia e gode di una consolidata fama internazionale.

## Storia
Il premio Flaiano fu istituito nel 1973 da Edoardo Tiboni, giornalista e fondatore della casa editrice Ediars, con sede a Pescara. Intitolato a Ennio Flaiano, il riconoscimento è strutturato sin dal suo concepimento in una serie di concorsi, manifestazioni e rassegne pertinenti a produzioni letterarie, cinematografiche, teatrali e televisive, riflettendo i diversi campi d'interesse e lavoro perseguiti dall'autore abruzzese.
In un periodo che vedeva Pescara divenire un centro di convergenza multiforme per la cultura italiana, nel 1973 vide la luce, per volere di Tiboni, la rivista culturale Oggi e domani, alla quale seguì, sei anni dopo, la fondazione del Centro Nazionale di Studi Dannunziani. Quest'ultimo, insieme ad alcuni editori della rivista, cominciò a coordinare l'organizzazione dei Premi Internazionali Flaiano, sotto la direzione dell'Associazione Culturale Ennio Flaiano. Tra i primi autori premiati figurano Beppe Recchia per la sezione cinematografica, Mario Pomilio per il teatro, Emma Giammattei e Renato Minore nell'ambito dei premi letterari.
Il premio Flaiano per la narrativa, rivolto alla letteratura contemporanea, italiana e straniera, fu istituito nel 1976. A pochi anni dalla loro istituzione, i premi della sezione letteraria diventarono un punto di riferimento per l'editoria italiana, tanto che Miroslav Holub, in seguito al premio per la poesia, ricevuto nel 1997, dichiarò che il riconoscimento aveva svolto un ruolo decisivo affinché le sue opere, già tradotte e disponibili in 38 paesi, potessero essere pubblicate anche in Italia. Tra gli autori premiati si annoverano José Saramago, Seamus Heaney, Derek Walcott, Alice Munro, Peter Handke, Le Clézio, Imre Kertész e Wole Soyinka, che successivamente ricevettero il premio Nobel per la letteratura, e Hisham Matar, insignito del premio Pulitzer.
La sezione letteraria si arricchì, nel 2002, del premio di Italianistica, istituito dall'Associazione Culturale Ennio Flaiano in collaborazione con il Ministero degli affari esteri e della cooperazione internazionale. Il premio è rivolto a pubblicazioni di nazionalità estera, aventi per tema argomenti di cultura italiana. La giuria letteraria dei premi assegna il riconoscimento ad una delle opere indicate dagli Istituti italiani di cultura all'estero, ciascuno dei quali può proporre una sola pubblicazione edita nel paese di competenza.
In occasione della sua 44ª edizione, il premio Flaiano viene insignito della Medaglia di Rappresentanza, un riconoscimento che viene attribuito dal Presidente della Repubblica Italiana a iniziative ritenute di particolare interesse culturale, scientifico, artistico o sociale. In seguito alla morte di Edoardo Tiboni, avvenuta nel dicembre del 2017, Carla Tiboni viene nominata presidente dei premi e dell'Associazione Culturale Ennio Flaiano.

## Controversie
L'edizione 2024 si è caratterizzata, in relazione alla sezione "poesia", per le polemiche a causa delle dimissioni del poeta Davide Rondoni dalla giuria presieduta dal poeta e scrittore Roberto Mussapi. Il dissenso, riportato dagli organi di stampa e da vari social, sarebbe originato dalla scelta del tutto arbitraria, secondo Rondoni, di assegnare un "premio speciale" alla poetessa e scrittrice Silvia Bre, esclusa dal lotto dei sei nominativi finalisti tra i quali scegliere i due vincitori: senior e under 35enni. Rondoni, nel chiedere spiegazioni di tale scelta, si è sentito rispondere dalla proprietà del Premio la frase "se non vi va bene dimettetevi". A quel punto Rondoni per rispetto della giuria e della stessa Silvia Bre ha preferito dimettersi. Gli è stato perfino vietato di assistere alla serata di premiazione. Carla Tiboni, presidentessa del Premio, ha annunciato querela contro Rondoni per diffamazione. La "querelle" continua anche sul Corriere della Sera dove i diretti interessati hanno dichiarato: dice Rondoni "...A una semplice richiesta di chiarezza e correttezza di informazioni, l'atteggiamento della proprietà è stato sintetizzato nella frase "Se non vi va bene dimettevi". Tiboni non replica ma si affida ad un comunicato, dando mandato ai suoi legali di agire in giudizio "per avere, Rondoni, diffamato premi, associazione e sottoscritta". Raggiunto dal Corriere, Rondoni ha ulteriormente dichiarato: "Se si fa una giuria e si scelgono tre poeti e poi si viene a sapere dai social che ce n'è un quarto (pur meritevole), uno ci rimane male: bisogna motivarlo. Se l'avessero motivato non ci sarebbe stato problema". Va aggiunto però che il Premio prevede il conferimento di premi Speciali, come da regolamento,  e che la giuria era stata ovviamente avvisata.  Quindi tutto in regola, nella tradizione dei Premi.